# Schefflera huilensis
Schefflera huilensis är en araliaväxtart som beskrevs av José Cuatrecasas. Schefflera huilensis ingår i släktet Schefflera och familjen araliaväxter.
Artens utbredningsområde är Colombia. Inga underarter finns listade.